# علی صولتی
سرهنگ علی صولتی خلبان هرکولس سی-۱۳۰ نیروی هوایی ارتش ایران ۱۳۶۰ از اهواز به مقصد تهران، در تاریخ ۷ مهرماه ۱۳۶۰ بود ، که در نزدیکی تهران سقوط کرد...[1]
خلبان هواپیما سرهنگ علی صولتی، کمک خلبان ستوان‌یکم محمود خرم‌دل، خلبان ناظر ستوان‌یکم مصطفی ایزدی‌فرد، ناوبر ستوان‌ دوم ابراهیم احمدی آل‌هاشم، سر مکانیک پرواز ستوان‌ یار دوم احمد حسینی، مکانیک پرواز استوار مجید موحدی، مکانیک پرواز تحت آموزش گروهبان دوم امیر تهرانی و لود مستر استوار دوم جمشید کوزه‌گری، خدمه هواپیما بودند.
 سقوط هواپیمای سی-۱۳۰ (۱۳۶۰)
1. ↑  "سقوط هواپیمای سی-۱۳۰ (۱۳۶۰)". ویکی‌پدیا، دانشنامهٔ آزاد. 2024-02-25.